# Balthazar Getty
Paul Balthazar Getty (Tarzana, California; 22 de enero de 1975) es un músico y actor de cine y televisión estadounidense. Forma parte de la banda indietrónica Ringside. Es conocido por sus papeles de Ralph en la película El Señor de las Moscas, Richard Montana en la serie de televisión Embrujadas, Thomas Grace en la serie Alias y Tommy Walker en Brothers & Sisters, estas dos últimas transmitidas por la cadena ABC.

## Biografía
Nacido en Tarzana, Los Ángeles, y criado en San Francisco antes de ser educado en Gordonstoun, Escocia. Forma parte de la famosa familia Getty, hijo de John Paul Getty y bisnieto de J. Paul Getty, fundador de la empresa petrolera Getty Oil y durante un tiempo el hombre más rico del mundo. Su madre, Gisela (de soltera, Smicht), es una fotógrafa y documentalista alemana. Cuando empezó a salir con su padre, él tenía dieciséis años y ella veintidós, recientemente divorciada tras un breve primer matrimonio y con una hija de un año. Cuando Balthazar nació, su padre tenía dieciocho años. Su medio hermana materna Anna (nacida en 1972) fue luego adoptada por él. Sus padres se divorciaron en 1993.
En 1989, con catorce años, audicionó para su primer papel, siendo elegido para El Señor de las Moscas (1990).
En el año 2000 se casó con la diseñadora de moda Rosetta Millington, con quien tuvo tres hijas, Grace, Catherine y June Violet; y un chico, Cassius Paul. Tuvo una aventura muy publicitada en 2008 con la actriz inglesa Sienna Miller, pero luego se reconcilió con su esposa. Getty forma parte de la junta directiva de The Lundbox Fund, una organización sin ánimo de lucro que ofrece comidas diarias a estudiantes de escuelas municipales en Soweto, Sudáfrica.

## Filmografía destacada
- Cinco hermanos (2006-2009)(Serie de TV)
- Feast (2006)
- Alias (2005-2006) (Serie de TV)
- Into the West-Mini-Series (2005)
- Ladder 49 (2004) como Ray Gauquin
- Embrujadas (2003-2004) (Serie de TV)
- Deuces Wild (2002)
- Sol Goode (2001)
- Big City Blues (1999)
- Carretera perdida (1997) como Pete Dayton
- Hábitat (1997)
- White Squall (1996)
- Juez Dredd (1995) como Olmeyer
- Terrified (Evil never sleeps) (1995)
- No lo hagas (1994)
- Natural Born Killers ( 1994) como Gas
- Where the day takes you (1992)
- December (1991)
- Young Guns II (1990) como Tom O'Folliard
- El señor de las moscas (1990) como Ralph